# 北海道第3区
北海道第3区（ほっかいどうだい3く）は、日本の衆議院議員総選挙における選挙区。1994年（平成6年）の公職選挙法改正で設置。

## 区域

### 現在の区域
2022年（令和4年）公職選挙法改正以降の区域は以下のとおりである。
- 札幌市
  - 白石区（北東白石連合町内会管内を除く）
    - 菊水1条1〜4丁目、菊水2条1〜3丁目、菊水3条1〜5丁目、菊水4条1〜3丁目、菊水5条1〜3丁目、菊水6条1〜4丁目、菊水7条1〜4丁目、菊水8条1〜4丁目、菊水9条1〜4丁目、菊水上町1条1〜4丁目、菊水上町2条1〜4丁目、菊水上町3条1〜4丁目、菊水上町4条1〜4丁目、菊水上町、菊水元町1条1〜5丁目、菊水元町2条1〜5丁目、菊水元町3条1〜5丁目、菊水元町4条1〜3丁目、菊水元町5条1〜3丁目、菊水元町6条1〜4丁目、菊水元町7条1〜4丁目、菊水元町8条1〜3丁目、菊水元町9条1・2丁目、菊水元町10条1丁目、菊水元町、米里1条1〜4丁目、米里2条1〜4丁目、米里3条1〜3丁目、米里4条1〜3丁目、米里5条1〜3丁目、米里、東米里、東札幌1条1〜6丁目、東札幌2条1〜6丁目、東札幌3条1〜6丁目、東札幌4条1〜6丁目、東札幌5条1〜6丁目、東札幌6条1〜6丁目、中央1条1〜7丁目、中央2条1〜7丁目、中央3条1〜6丁目、本通1〜21丁目南、本通1〜21丁目北、平和通1〜17丁目南、平和通1〜17丁目北、本郷通1〜13丁目北、本郷通1〜13丁目南、北郷1条1〜10丁目、北郷2条1〜10丁目、北郷3条1〜10丁目、北郷4条1〜10丁目、北郷5条3〜10丁目、北郷6条3・4・7〜10丁目、北郷7条3・4・7〜10丁目、北郷8条3・4・7〜10丁目、北郷9条3・7〜9丁目、北郷、南郷通1〜12・14〜20丁目北、南郷通1〜21丁目南、栄通1〜21丁目、流通センター1〜7丁目、川北4条1丁目、川北4条2丁目2番、川北5条1丁目、川北

  - 豊平区
  - 清田区

### 2022年以前の区域
2002年（平成14年）公職選挙法改正から2022年の小選挙区改定までの区域は以下のとおりである。1997年11月に旧豊平区が豊平区と清田区に分区されたことで、区域に含まれる区名に清田区が追加されている。
- 札幌市
  - 白石区
  - 豊平区
  - 清田区

1994年（平成6年）公職選挙法改正から2002年の小選挙区改定までの区域は以下のとおりである。
- 札幌市
  - 白石区
  - 豊平区

## 歴史
小選挙区制度の導入以降、自民党の石崎岳と民主党の荒井聰が接戦を繰り広げていた。比例代表による当選を含めると、小選挙区比例代表並立制の導入以降、4回の選挙で2名の立候補者が当選していた選挙区だったが、2009年（平成21年）の総選挙では荒井が石崎に比例復活を許さなかった。
2012年（平成24年）、2014年（平成26年）の総選挙では、石崎の引退を受けて出馬した自民党の高木宏壽が当選し、荒井は比例復活。
2017年（平成29年）の総選挙では、荒井が立憲民主党から出馬し、共産党など他党が候補者を下ろしたため一騎打ちの様相となったが、荒井が高木の比例復活を許さずに当選した。第1次岸田内閣で臨んだ2021年（令和3年）の総選挙では逆に高木が4年ぶりに国政復帰を果たすも荒井の後継で彼の長男である荒井優の比例復活による初当選を許した。
2024年（令和6年）の総選挙では逆に優が小選挙区初当選を果たし、高木は自民党の裏金問題の影響で逆風を受ける格好となり落選となった。なお、この選挙における本選挙区内の有権者数は2023年9月1日時点で460,770人と全国の衆議院各選挙区では最も多く、本選挙区の票は有権者数が最少である鳥取県第1区と比べて、0.49票分の価値しかない計算になるとしている。

## 小選挙区選出議員
| 選挙名                 | 年                 | 当選者   | 党派       |
| ---------------------- | ------------------ | -------- | ---------- |
| 第41回衆議院議員総選挙 | 1996年（平成8年）  | 石崎岳   | 自由民主党 |
| 第42回衆議院議員総選挙 | 2000年（平成12年） | 荒井聰   | 民主党     |
| 第43回衆議院議員総選挙 | 2003年（平成15年） | 荒井聰   | 民主党     |
| 第44回衆議院議員総選挙 | 2005年（平成17年） | 石崎岳   | 自由民主党 |
| 第45回衆議院議員総選挙 | 2009年（平成21年） | 荒井聰   | 民主党     |
| 第46回衆議院議員総選挙 | 2012年（平成24年） | 高木宏壽 | 自由民主党 |
| 第47回衆議院議員総選挙 | 2014年（平成26年） | 高木宏壽 | 自由民主党 |
| 第48回衆議院議員総選挙 | 2017年（平成29年） | 荒井聰   | 立憲民主党 |
| 第49回衆議院議員総選挙 | 2021年（令和3年）  | 高木宏壽 | 自由民主党 |
| 第50回衆議院議員総選挙 | 2024年（令和6年）  | 荒井優   | 立憲民主党 |

## 選挙結果
時の内閣：第1次石破内閣 解散日：2024年10月9日 公示日：2024年10月15日
当日有権者数：46万689人 最終投票率：53.62%（前回比：2.62%） （全国投票率：53.85%（2.08%））
| 当落 | 候補者名   | 年齢 | 所属党派     | 新旧 | 得票数    | 得票率 | 惜敗率 | 推薦・支持               | 重複 |
| ---- | ---------- | ---- | ------------ | ---- | --------- | ------ | ------ | ------------------------ | ---- |
| 当   | 荒井優     | 49   | 立憲民主党   | 前   | 100,136票 | 41.74% | ――     | 社会民主党北海道連合支持 | ○    |
|      | 高木宏壽   | 64   | 自由民主党   | 前   | 83,089票  | 34.63% | 82.98% | 公明党・新党大地推薦     | ○    |
|      | 伊藤理智子 | 63   | 日本共産党   | 新   | 22,915票  | 9.55%  | 22.88% |                          |      |
|      | 鳥越良孝   | 68   | 日本維新の会 | 新   | 21,802票  | 9.09%  | 21.77% |                          | ○    |
|      | 増田健治   | 70   | 無所属       | 新   | 11,972票  | 4.99%  | 11.96% |                          | ×    |

時の内閣：第1次岸田内閣 解散日：2021年10月14日 公示日：2021年10月19日
当日有権者数：47万4944人 最終投票率：56.24%（前回比：0.88%） （全国投票率：55.93%（2.25%））
| 当落 | 候補者名   | 年齢 | 所属党派     | 新旧 | 得票数    | 得票率 | 惜敗率 | 推薦・支持               | 重複 |
| ---- | ---------- | ---- | ------------ | ---- | --------- | ------ | ------ | ------------------------ | ---- |
| 当   | 高木宏壽   | 61   | 自由民主党   | 元   | 116,917票 | 44.66% | ――     | 公明党推薦               | ○    |
| 比当 | 荒井優     | 46   | 立憲民主党   | 新   | 112,535票 | 42.99% | 96.25% | 社会民主党北海道連合支持 | ○    |
|      | 小和田康文 | 51   | 日本維新の会 | 新   | 32,340票  | 12.35% | 27.66% | 新党大地推薦             | ○    |

時の内閣：第3次安倍第3次改造内閣 解散日：2017年9月28日 公示日：2017年10月10日
当日有権者数：46万9215人 最終投票率：57.12%（前回比：4.01%） （全国投票率：53.68%（1.02%））
| 当落 | 候補者名 | 年齢 | 所属党派   | 新旧 | 得票数    | 得票率 | 惜敗率 | 推薦・支持       | 重複 |
| ---- | -------- | ---- | ---------- | ---- | --------- | ------ | ------ | ---------------- | ---- |
| 当   | 荒井聰   | 71   | 立憲民主党 | 前   | 141,680票 | 54.36% | ――     |                  | ○    |
|      | 高木宏壽 | 57   | 自由民主党 | 前   | 118,961票 | 45.64% | 83.96% | 公明党・新党大地 | ○    |

- 高木の118,961票は、落選した候補者の中で全国最多得票だった。

時の内閣：第2次安倍改造内閣 解散日：2014年11月21日 公示日：2014年12月2日
当日有権者数：45万4453人 最終投票率：53.11%（前回比：1.97%） （全国投票率：52.66%（6.66%））
| 当落 | 候補者名   | 年齢 | 所属党派   | 新旧 | 得票数   | 得票率 | 惜敗率 | 推薦・支持 | 重複 |
| ---- | ---------- | ---- | ---------- | ---- | -------- | ------ | ------ | ---------- | ---- |
| 当   | 高木宏壽   | 54   | 自由民主党 | 前   | 92,649票 | 39.47% | ――     | 公明党     | ○    |
| 比当 | 荒井聰     | 68   | 民主党     | 前   | 85,591票 | 36.46% | 92.38% |            | ○    |
|      | 吉岡弘子   | 63   | 日本共産党 | 新   | 30,271票 | 12.90% | 32.67% |            |      |
|      | 小和田康文 | 44   | 維新の党   | 新   | 26,211票 | 11.17% | 28.29% |            | ○    |

- 小和田は第48回は2区から立候補したが落選。

時の内閣：野田第3次改造内閣 解散日：2012年11月16日 公示日：2012年12月4日
当日有権者数：44万9087人 最終投票率：55.08%（前回比：15.83%） （全国投票率：59.32%（9.96%））
| 当落 | 候補者名   | 年齢 | 所属党派     | 新旧 | 得票数   | 得票率 | 惜敗率 | 推薦・支持 | 重複 |
| ---- | ---------- | ---- | ------------ | ---- | -------- | ------ | ------ | ---------- | ---- |
| 当   | 高木宏壽   | 52   | 自由民主党   | 新   | 88,360票 | 36.88% | ――     |            | ○    |
| 比当 | 荒井聰     | 66   | 民主党       | 前   | 64,599票 | 26.96% | 73.11% |            | ○    |
|      | 小和田康文 | 42   | 日本維新の会 | 新   | 35,907票 | 14.99% | 40.64% |            | ○    |
|      | 町川順子   | 53   | 新党大地     | 新   | 31,024票 | 12.95% | 35.11% |            | ○    |
|      | 森英士     | 34   | 日本共産党   | 新   | 19,705票 | 8.22%  | 22.30% |            |      |

- 町川は第45回は新党大地公認で比例北海道ブロック単独で立候補したが落選（HANAジュンコ名義で立候補）。第23回参議院議員通常選挙に新党大地公認で比例区から立候補したが落選。第49回・第50回は日本維新の会公認で香川1区から、第26回参議院議員通常選挙では香川県選挙区から立候補したが落選。
- 森は第23回参議院議員通常選挙・第24回参議院議員通常選挙に日本共産党公認で北海道選挙区より立候補したが落選。

時の内閣：麻生内閣 解散日：2009年7月21日 公示日：2009年8月18日
当日有権者数：43万9446人 最終投票率：70.91%（前回比：3.26%） （全国投票率：69.28%（1.77%））
| 当落 | 候補者名 | 年齢 | 所属党派   | 新旧 | 得票数    | 得票率 | 惜敗率 | 推薦・支持 | 重複 |
| ---- | -------- | ---- | ---------- | ---- | --------- | ------ | ------ | ---------- | ---- |
| 当   | 荒井聰   | 63   | 民主党     | 元   | 186,081票 | 60.88% | ――     |            | ○    |
|      | 石崎岳   | 54   | 自由民主党 | 前   | 112,844票 | 36.92% | 60.64% |            | ○    |
|      | 森山佳則 | 42   | 幸福実現党 | 新   | 6,723票   | 2.20%  | 3.61%  |            |      |

- 荒井は2007年に議員を辞職し、北海道知事選挙に立候補したが落選。

時の内閣：第2次小泉改造内閣 解散日：2005年8月8日 公示日：2005年8月30日
当日有権者数：43万5人 最終投票率：67.65%（前回比：9.17%） （全国投票率：67.51%（7.65%））
| 当落 | 候補者名 | 年齢 | 所属党派   | 新旧 | 得票数    | 得票率 | 惜敗率 | 推薦・支持 | 重複 |
| ---- | -------- | ---- | ---------- | ---- | --------- | ------ | ------ | ---------- | ---- |
| 当   | 石崎岳   | 50   | 自由民主党 | 前   | 138,765票 | 48.39% | ――     |            | ○    |
| 比当 | 荒井聰   | 59   | 民主党     | 前   | 125,445票 | 43.74% | 90.40% |            | ○    |
|      | 川部竜二 | 33   | 日本共産党 | 新   | 22,581票  | 7.87%  | 16.27% |            |      |

時の内閣：第1次小泉第2次改造内閣 解散日：2003年10月10日 公示日：2003年10月28日
当日有権者数：42万3805人 最終投票率：58.48%（前回比：1.44%） （全国投票率：59.86%（2.63%））
| 当落 | 候補者名 | 年齢 | 所属党派   | 新旧 | 得票数    | 得票率 | 惜敗率 | 推薦・支持 | 重複 |
| ---- | -------- | ---- | ---------- | ---- | --------- | ------ | ------ | ---------- | ---- |
| 当   | 荒井聰   | 57   | 民主党     | 前   | 114,131票 | 46.79% | ――     |            | ○    |
| 比当 | 石崎岳   | 48   | 自由民主党 | 元   | 111,252票 | 45.61% | 97.48% |            | ○    |
|      | 川部竜二 | 32   | 日本共産党 | 新   | 18,537票  | 7.60%  | 16.24% |            |      |

- 児玉は比例単独で立候補したが落選。

時の内閣：第1次森内閣 解散日：2000年6月2日 公示日：2000年6月13日 最終投票率：59.92% （全国投票率：62.49%（2.84%））
| 当落 | 候補者名 | 年齢 | 所属党派   | 新旧 | 得票数   | 得票率 | 惜敗率 | 推薦・支持 | 重複 |
| ---- | -------- | ---- | ---------- | ---- | -------- | ------ | ------ | ---------- | ---- |
| 当   | 荒井聰   | 54   | 民主党     | 元   | 96,653票 | 40.48% | ――     |            | ○    |
|      | 石崎岳   | 44   | 自由民主党 | 前   | 90,694票 | 37.99% | 93.83% |            | ○    |
| 比当 | 児玉健次 | 67   | 日本共産党 | 前   | 41,499票 | 17.38% | 42.94% |            | ○    |
|      | 横山充洋 | 50   | 自由連合   | 新   | 9,909票  | 4.15%  | 10.25% |            | ○    |

時の内閣：第1次橋本内閣 解散日：1996年9月27日 公示日：1996年10月8日 （全国投票率：59.65%（8.11%））
| 当落 | 候補者名 | 年齢 | 所属党派   | 新旧 | 得票数   | 得票率 | 惜敗率 | 推薦・支持 | 重複 |
| ---- | -------- | ---- | ---------- | ---- | -------- | ------ | ------ | ---------- | ---- |
| 当   | 石崎岳   | 41   | 自由民主党 | 新   | 54,275票 | 26.31% | ――     |            | ○    |
|      | 荒井聰   | 50   | 民主党     | 前   | 51,479票 | 24.95% | 94.85% |            | ○    |
|      | 三井辨雄 | 53   | 新進党     | 新   | 50,902票 | 24.68% | 93.79% |            |      |
| 比当 | 児玉健次 | 63   | 日本共産党 | 元   | 40,623票 | 19.69% | 74.85% |            | ○    |
|      | 打本智香 | 27   | 新社会党   | 新   | 9,010票  | 4.37%  | 16.60% |            | ○    |

- 三井はのちに民主党入りし第43回から2区へ。